# Rejon alszejewski
Rejon alszejewski (ros. Альшеевский район; baszk. Әлшәй районы) - jeden z 54 rejonów w Baszkirii. Stolicą regionu jest Rajewski.
100% populacji to ludność wiejska, ponieważ w regionie nie ma żadnego miasta.